# Zyprische Squashnationalmannschaft
Die zyprische Squashnationalmannschaft ist die Gesamtheit der Kader des zyprischen Squashverbandes Cyprus Squash Rackets Association (griechisch Κυπριακή Ομοσπονδία Σκουός). In ihm finden sich zyprische Sportler wieder, die ihr Land sowohl in Einzel- als auch in Teamwettbewerben national und international im Squashsport repräsentieren.

## Historie

### Herren
Zyperns Herrenmannschaft gab 1987 ihr Debüt bei den Europameisterschaften und belegte den 22. und letzten Platz. 1988 verbesserte sie sich auf Rang 20 und ließ zwei Mannschaften hinter sich. Auch 1989 erreichte sie diesen Rang, diesmal aber wieder als Letztplatzierter. Die bis heute beste Platzierung gelang 1990 mit dem 19. Platz. Erst 1999 kam es zur nächsten Teilnahme, die auf dem 21. Platz endete. Bei den bislang letzten Teilnahmen 2010 und 2012 erreichte sie jeweils Rang 26. Beim European Small Nations Squash Tournament gelang der Mannschaft, die von 1989 bis 2007 am Turnier teilnahm, in den Jahren 2002, 2004 und 2005 insgesamt dreimal der Titelgewinn. Auch beim European Nations Challenge Cup war die Mannschaft regelmäßig Teilnehmer und erreichte 2009 das Finale, das gegen die Ukraine verloren wurde.
An Weltmeisterschaften nahm die Mannschaft bislang nicht teil.

### Damen
Die Damenmannschaft nahm 1991 erstmals an den Europameisterschaften teil. Sie kam dabei nicht über den 16. und damit letzten Platz hinaus. Ihre einzige weitere Teilnahme erfolgte 2010, als Zypern Rang 20 erreichte. Das European Small Nations Squash Tournament, an dem die Mannschaft von 1989 bis 2008 teilnahm, gewann die Mannschaft 1989, 1992, 1994 und 1995. Beim European Nations Challenge Cup gelang ihr 2009 und 2010 der Finaleinzug.
Auch die Damenmannschaft nahm bislang nicht an Weltmeisterschaften teil.